# Epidemia de fiebre amarilla en Barcelona de 1821
La epidemia de fiebre amarilla de 1821 fue un epidemia que se desató en Barcelona. La epidemia se originó a través de un barco procedente de la Capitanía General de Cuba. La epidemia dejó entre 18.000 y 20.000 barceloneses muertos extendiéndose a Tarragona y Palma de Mallorca. En recuerdo de las víctimas, se levantó un monumento en el Cementerio del Poble Nou.